# Primera División de Paraguay 2011
Primera División de Paraguay 2011 var den högsta divisionen i fotboll i Paraguay för säsongen 2011 och som bestod av två mästerskap - Torneo Apertura och Torneo Clausura. Vardera mästerskap bestod av tolv lag som spelade en match hemma och en match borta vilket innebar 22 matcher per mästerskap. Primera División kvalificerade även lag till Copa Libertadores 2012 och Copa Sudamericana 2012.

## Poängtabeller
| Nr | Lag               | S  | V  | O  | F  | GM | IM | MS  | P  |
| -- | ----------------- | -- | -- | -- | -- | -- | -- | --- | -- |
| 1  | Nacional          | 22 | 14 | 5  | 3  | 34 | 18 | +16 | 47 |
| 2  | Olimpia           | 22 | 12 | 6  | 4  | 44 | 22 | +22 | 42 |
| 3  | Libertad          | 22 | 11 | 6  | 5  | 28 | 18 | +10 | 39 |
| 4  | Guaraní           | 22 | 9  | 7  | 6  | 23 | 19 | +4  | 34 |
| 5  | Rubio Ñu          | 22 | 8  | 7  | 7  | 35 | 34 | +1  | 31 |
| 6  | Tacuary           | 22 | 6  | 12 | 4  | 17 | 14 | +3  | 30 |
| 7  | Cerro Porteño     | 22 | 5  | 9  | 8  | 23 | 29 | −6  | 24 |
| 8  | 3 de Febrero      | 22 | 5  | 8  | 9  | 23 | 31 | −8  | 23 |
| 9  | Independiente     | 22 | 4  | 10 | 8  | 26 | 29 | −3  | 22 |
| 10 | Sol de América    | 22 | 5  | 6  | 11 | 21 | 33 | −12 | 21 |
| 11 | Sportivo Luqueño  | 22 | 4  | 8  | 10 | 24 | 36 | −12 | 20 |
| 12 | General Caballero | 22 | 4  | 6  | 12 | 21 | 36 | −15 | 18 |

| Nr | Lag               | S  | V  | O | F  | GM | IM | MS  | P  |
| -- | ----------------- | -- | -- | - | -- | -- | -- | --- | -- |
| 1  | Olimpia           | 22 | 14 | 4 | 4  | 38 | 22 | +16 | 46 |
| 2  | Cerro Porteño     | 22 | 12 | 7 | 3  | 41 | 22 | +19 | 43 |
| 3  | Libertad          | 22 | 11 | 7 | 4  | 36 | 19 | +17 | 40 |
| 4  | Nacional          | 22 | 11 | 3 | 8  | 34 | 27 | +7  | 36 |
| 5  | Tacuary           | 22 | 7  | 9 | 6  | 31 | 28 | +3  | 30 |
| 6  | Independiente     | 22 | 7  | 9 | 6  | 29 | 26 | +3  | 30 |
| 7  | Sol de América    | 22 | 7  | 7 | 8  | 27 | 30 | −3  | 28 |
| 8  | Rubio Ñu          | 22 | 7  | 6 | 9  | 25 | 29 | −4  | 27 |
| 9  | Guaraní           | 22 | 6  | 6 | 10 | 32 | 37 | −5  | 24 |
| 10 | General Caballero | 22 | 7  | 2 | 13 | 29 | 49 | −20 | 23 |
| 11 | 3 de Febrero      | 22 | 4  | 6 | 12 | 29 | 41 | −12 | 18 |
| 12 | Sportivo Luqueño  | 22 | 3  | 6 | 13 | 18 | 39 | −21 | 15 |

## Kvalificering för internationella turneringar
| Nr | Lag               | S  | V  | O  | F  | GM | IM | MS  | P  |
| -- | ----------------- | -- | -- | -- | -- | -- | -- | --- | -- |
| 1  | Olimpia           | 44 | 26 | 10 | 8  | 82 | 44 | +38 | 88 |
| 2  | Nacional          | 44 | 25 | 8  | 11 | 68 | 45 | +23 | 83 |
| 3  | Libertad          | 44 | 22 | 13 | 9  | 64 | 37 | +27 | 79 |
| 4  | Cerro Porteño     | 44 | 17 | 16 | 11 | 64 | 51 | +13 | 67 |
| 5  | Tacuary           | 44 | 13 | 21 | 10 | 48 | 42 | +6  | 60 |
| 6  | Guaraní           | 44 | 15 | 13 | 16 | 55 | 56 | −1  | 58 |
| 7  | Rubio Ñu          | 44 | 15 | 13 | 16 | 60 | 63 | −3  | 58 |
| 8  | Independiente     | 44 | 11 | 19 | 14 | 55 | 55 | 0   | 52 |
| 9  | Sol de América    | 44 | 12 | 13 | 19 | 48 | 63 | −15 | 49 |
| 10 | 3 de Febrero      | 44 | 9  | 14 | 21 | 52 | 72 | −20 | 41 |
| 11 | General Caballero | 44 | 11 | 8  | 25 | 50 | 85 | −35 | 41 |
| 12 | Sportivo Luqueño  | 44 | 7  | 14 | 23 | 42 | 75 | −33 | 35 |

Färgkoder:
     – Kvalificerade för både Copa Libetadores 2012 och Copa Sudamericana 2012.

     – Kvalificerade för Copa Libetadores 2012.

     – Kvalificerade för Copa Sudamericana 2012.

## Nedflyttningstabell
|  |     | Lag               | Genomsnittspoäng | Spelade matcher | Totalpoäng | Poäng 2009 | Poäng 2010 | Poäng 2011 |
|  | --- | ----------------- | ---------------- | --------------- | ---------- | ---------- | ---------- | ---------- |
|  | 1.  | Libertad          | 1,878            | 132             | 248        | 82         | 87         | 79         |
|  | 2.  | Cerro Porteño     | 1,810            | 132             | 239        | 81         | 91         | 67         |
|  | 3.  | Nacional          | 1,795            | 132             | 237        | 77         | 77         | 83         |
|  | 4.  | Olimpia           | 1,734            | 132             | 229        | 70         | 71         | 88         |
|  | 5.  | Guaraní           | 1,590            | 132             | 210        | 67         | 85         | 58         |
|  | 6.  | Rubio Ñu          | 1,416            | 132             | 187        | 63         | 66         | 58         |
|  | 7.  | Tacuary           | 1,219            | 132             | 161        | 64         | 37         | 60         |
|  | 8.  | Independiente     | 1,181            | 44              | 52         | —          | —          | 52         |
|  | 9.  | Sol de América    | 1,090            | 132             | 144        | 50         | 45         | 49         |
|  | 10. | Sportivo Luqueño  | 0,969            | 132             | 128        | 51         | 42         | 35         |
|  | 11. | General Caballero | 0,931            | 44              | 41         | —          | —          | 41         |
|  | 12. | 3 de Febrero      | 0,924            | 132             | 122        | 43         | 38         | 41         |